# William Appleman Williams
William Appleman Williams (* 12. Juni 1921; † 5. März 1990) war ein US-amerikanischer Historiker der New Left, der sich mit Diplomatiegeschichte und der Geschichte der Vereinigten Staaten von Amerika beschäftigte.
Williams nahm am Zweiten Weltkrieg als Marineoffizier teil. Er studierte an der University of Wisconsin. Er war dort von 1960 bis 1968 Professor für Geschichte und von 1968 bis 1986 Professor für Geschichte an der Oregon State University. Seine Bücher The tragedy of American diplomacy (1959) und Empire as a way of life (1980) wurden auch in die deutsche Sprache übersetzt. Der Anhänger eines „Democratic socialism“ war Mitbegründer der „Wisconsin School of Diplomatic Historians“ und der Zeitschrift „Studies on the Left“. Er gilt als einer der „einflussreichsten und zugleich umstrittensten amerikanischen Historiker des 20. Jahrhunderts“. Deutsche Historiker wie Hartmut Keil und Hans-Ulrich Wehler haben sich in ihren Interpretationen der US-Außenpolitik weitgehend an Williams’ Interpretationen orientiert.

## Bücher
- American Russian Relations 1781 - 1947. New York 1952.
- The Tragedy of American Diplomacy. New York 1962 (deutsche Ausgabe u.d.T.: Die Tragödie der amerikanischen Diplomatie, Frankfurt/M. 1973).
- The Roots of the Modern American Empire. A study of the growth and shaping of social consciousness in a marketplace society. New York 1969.
- History as a Way of Learning. Articles, excerpts, and essays. New York 1973.
- America Confronts a Revolutionary World 1776-1976. New York 1976.
- Empire As a Way of Life. An essay on the causes and character of America's present predicament along with a few thoughts about an alternative. New York 1980 (deutsche Ausgabe u.d.T.: Der Welt Gesetz und Freiheit geben. Amerikas Sendungsglaube und imperiale Politik. Hamburg 1984).
- The Contours of American History. New York 1988.

Festschrift
- Lloyd C. Gardner (Hrsg.): Redefining the Past. Essays in diplomatic history in honor of William Appleman Williams. Corvallis (Or.) 1986.